# Ryttar-VM 1990
Ryttar-VM 1990 hölls i Stockholm, Sverige från 24 juli till 5 augusti 1990. Det var det första samlade Ryttar-VM som anordnades av FEI och som fortsättningsvis anordnas vart fjärde år. Ryttare och kuskar från 37 länder gjorde upp om medaljerna i 13 grenar i sex sporter. Stockholm stadion rustades upp och försågs med fibersands underlag för att fungera som huvudarena där hoppningen och dressyren avgjordes. Valhallavägen stängdes av utanför stadion för att skapa ett publikområde med utställningar och restauranger. Voltigen avgjordes i ett tält på Gärdet. Banorna för fälttävlans terrängmoment och fyrspannskörningens maratonmoment byggdes upp på Djurgården och Gärdet, banorna korsade Djurgårdsbrunnskanalen på pontonbroar. Den 16 mil långa distansritten avgjordes upp mot Roslagen.

## Grenar
| Dressyr     | Körning     | Distansritt | Fälttävlan  | Banhoppning | Voltige            |
| ----------- | ----------- | ----------- | ----------- | ----------- | ------------------ |
| Individuell | Individuell | Individuell | Individuell | Individuell | Herrar individuell |
| Individuell | Individuell | Individuell | Individuell | Individuell | Damer individuell  |
| Lag         | Lag         | Lag         | Lag         | Lag         | Lag                |

## Medaljer
Den slutgiltiga medaljfördelningen blev följande:

### Hoppning
| Gren                          | Guld | Guld | Silver | Silver | Brons | Brons |
| ----------------------------- | --- | --- | --- | --- | --- | --- |
| Individuell hoppning detaljer | Eric Navet Quito de Baussy                                                                                        | Frankrike | John Whitaker Henderson Milton                                                                                        | Storbritannien | Hubert Bourdy Morgat | Frankrike |
| Lag hoppning detaljer         | Frankrike Eric Navet Quito de Baussy Hubert Bourdy Morgat Roger-Yves Bost Norton de Rhuys Pierre Durand Jappeloup | Frankrike Eric Navet Quito de Baussy Hubert Bourdy Morgat Roger-Yves Bost Norton de Rhuys Pierre Durand Jappeloup | Västtyskland Karsten Huck Nepomuk René Tebbel Borsu Urchin Otto Becker Optiebeurs Pamina Ludger Berbaum Almox Gazelle | Västtyskland Karsten Huck Nepomuk René Tebbel Borsu Urchin Otto Becker Optiebeurs Pamina Ludger Berbaum Almox Gazelle | Storbritannien Nick Skelton Alan Paul Grand Slam Michael Whitaker Henderson Mon Santa David Broome Lennegan John Whitaker Henderson Milton | Storbritannien Nick Skelton Alan Paul Grand Slam Michael Whitaker Henderson Mon Santa David Broome Lennegan John Whitaker Henderson Milton |

### Dressyr
| Gren                         | Guld | Guld | Silver                                                                                            | Silver                                                                                            | Brons                                                                                           | Brons                                                                                           |
| ---------------------------- | --- | --- | ------------------------------------------------------------------------------------------------- | ------------------------------------------------------------------------------------------------- | ----------------------------------------------------------------------------------------------- | ----------------------------------------------------------------------------------------------- |
| Individuell dressyr detaljer | Nicole Uphoff Rembrandt                                                                                               | Västtyskland | Kyra Kyrklund Matador                                                                             | Finland                                                                                           | Monica Theodorescu Ganimedes                                                                    | Västtyskland                                                                                    |
| Lag dressyr detaljer         | Västtyskland Sven Rothenberger Ideaal Ann-Kathrin Kroth Golfstrom Monica Theodorescu Ganimedes Nicole Uphoff Rembrant | Västtyskland Sven Rothenberger Ideaal Ann-Kathrin Kroth Golfstrom Monica Theodorescu Ganimedes Nicole Uphoff Rembrant | Sovjetunionen Nina Menkova Dikson Valery Tishkov Kholst Olga Klimko Shipovnik Yuri Kovshov Bouket | Sovjetunionen Nina Menkova Dikson Valery Tishkov Kholst Olga Klimko Shipovnik Yuri Kovshov Bouket | Schweiz Daniel Ramseier Random Silvia Iklé Spada Christine Stülkelberger Gauguin Sam Schatzmann | Schweiz Daniel Ramseier Random Silvia Iklé Spada Christine Stülkelberger Gauguin Sam Schatzmann |

### Fälttävlan
| Gren                            | Guld                                                                                                  | Guld                                                                                                  | Silver | Silver | Brons | Brons |
| ------------------------------- | --- | --- | --- | --- | --- | --- |
| Individuell fälttävlan detaljer | Blyth Tait Messiah                                                                                    | Nya Zeeland                                                                                           | Ian Stark Murphy Himself                                                                                            | Storbritannien | Bruce Davidson Pirate Lion                                                                                  | USA |
| Lag fälttävlan detaljer         | Nya Zeeland Andrew Nicholson Spinning Rhombus Andrew Scott Umptee Blyth Tait Messiah Mark Todd Bahlua | Nya Zeeland Andrew Nicholson Spinning Rhombus Andrew Scott Umptee Blyth Tait Messiah Mark Todd Bahlua | Storbritannien Karen Straker Get Smart Rodney Powell The Irishman II Virginia Leng Griffin Ian Stark Murphy Himself | Storbritannien Karen Straker Get Smart Rodney Powell The Irishman II Virginia Leng Griffin Ian Stark Murphy Himself | Tyskland Edith Beine Kyang Matthias Baumann Alabaster Marina Loheit Sundance Kid Herbert Blöcker Feine Dame | Tyskland Edith Beine Kyang Matthias Baumann Alabaster Marina Loheit Sundance Kid Herbert Blöcker Feine Dame |

### Körning
| Gren                         | Guld                                                     | Guld                                                     | Silver                                               | Silver                                               | Brons                                          | Brons                                          |
| ---------------------------- | -------------------------------------------------------- | -------------------------------------------------------- | ---------------------------------------------------- | ---------------------------------------------------- | ---------------------------------------------- | ---------------------------------------------- |
| Individuell körning detaljer | Tomas Eriksson                                           | Sverige                                                  | Josef Bozsik                                         | Ungern                                               | Ysbrand Chardon                                | Nederländerna                                  |
| Lag körning detaljer         | Sverige Tomas Eriksson Jan-Erik Pålsson Christer Pålsson | Sverige Tomas Eriksson Jan-Erik Pålsson Christer Pålsson | Nederländerna Ad Aarts Ysbrand Chardon Theo Weusthof | Nederländerna Ad Aarts Ysbrand Chardon Theo Weusthof | Ungern Jozsef Bozsik Lajos Sipos Laszlo Juhsaz | Ungern Jozsef Bozsik Lajos Sipos Laszlo Juhsaz |

### Distansritt
| Gren                             | Guld | Guld | Silver | Silver | Brons                                                                                           | Brons                                                                                           |
| -------------------------------- | --- | --- | --- | --- | ----------------------------------------------------------------------------------------------- | ----------------------------------------------------------------------------------------------- |
| Individuell distansritt detaljer | Becky Hart Grand Sultan                                                                                            | USA | Jane Donovan Ibriz                                                                                               | Storbritannien                                                                                                   | June Petersen Abbeline Lionel                                                                   | Australien                                                                                      |
| Lag distansritt detaljer         | Storbritannien Elizabeth Finney Show Girl II Judith Heely Shumac Joy Loyla General Portfolio Hero Lilla Wall Alfie | Storbritannien Elizabeth Finney Show Girl II Judith Heely Shumac Joy Loyla General Portfolio Hero Lilla Wall Alfie | Belgien Dominique Crutzen Domino de Sier Armand de Merode Perlita Jean-Luc Marchal Mamlouk Marcel Rossius Arafat | Belgien Dominique Crutzen Domino de Sier Armand de Merode Perlita Jean-Luc Marchal Mamlouk Marcel Rossius Arafat | Spanien Juan Alvarez Muntcho Pascual Alvarez Melfenik José M. Manzano Olga Roser Xalabarder Kid | Spanien Juan Alvarez Muntcho Pascual Alvarez Melfenik José M. Manzano Olga Roser Xalabarder Kid |

### Voltige
| Gren                                | Guld           | Guld         | Silver             | Silver       | Brons        | Brons        |
| ----------------------------------- | -------------- | ------------ | ------------------ | ------------ | ------------ | ------------ |
| Individuell voltige herrar detaljer | Michael Lehner | Västtyskland | Christoph Lensing  | Västtyskland | Dietmar Otto | Västtyskland |
| Individuell voltige damer detaljer  | Silke Bernhard | Västtyskland | Silke Michelberger | Västtyskland | Ute Schönlan | Västtyskland |
| Lag voltige detaljer                | Schweiz        | Schweiz      | Västtyskland       | Västtyskland | USA          | USA          |